# 監獄固め
監獄固め（かんごくがため）は、プロレス技の一種である。監獄ロック（かんごくロック）とも呼ばれる。

## 概要
谷津嘉章が開発してマサ斎藤が初めに披露した。斎藤は1984年にケン・パテラが起こした暴行事件に巻き込まれて一年間の刑務所生活を強いられた。その際に「獄中でこの技を開発した」というギミックが流布されたため、監獄ロックと名づけられた。斎藤は佐々木健介と共に考えたと、週刊プロレスの連載記事「北斗の部屋」で語っている。

## 解説
谷津嘉章の場合は、相手の右足をトーホールドに決めたスタンディング状態から一気に自分の右足を相手の伸ばした左足の下に入れて上からプレスする。
マサ斉藤の場合は、一度うつ伏せに寝かせた相手の両脚の間にてグランドから自分の左足を入れて相手の両足を交差させて体を仰向けに反転させながら自分の右足をフックする。
レスラーは、その運動特性から膝関節に負担がかかる事が多く、それ故に膝に故障を抱える選手は多い。よって相手選手の状態によってはかなりのダメージとなる。
ジャイアント馬場が谷津の監獄固めを見て、これは一度かかったら全く脱出不可能と絶賛していた。

## 主な使用者
谷津嘉章、マサ斎藤が主要な使い手であった。特殊な大技ではないが、これを用いる選手は多くない。ほかには蝶野正洋、佐々木健介、真壁刀義、藤田和之らが知られる。佐々木健介が使用する場合、佐々木と斎藤との関係が密接である事から「マサ斎藤直伝の」と呼ばれる場合がある。現在ではマサ北宮が主要な技として使用している。

## 派生技
関節技は、特定の部位に応力を集中させる事でダメージを与えるため、十分に効果を発揮するには必然的にある程度固定された型になる。監獄固めもその点はシンプルな技であり、使い手によって多少見た目の差はあれど派生技と言えるものは考えにくい。ただし、監獄固めの場合は、その効果は下半身に集中しており
- 相手を寝かせた状態で下半身を固定するため、相手の動きを限定出来る。
- 相手下半身が最初からねじられた状態になるため、相手上半身の動きも取りづらくなり、逃げにくい。
- 自分の上半身は自由度が高い、いわゆるマウントポジションに近くなるため、上半身を使った追加攻撃が容易である（もがく相手に張り手を食らわす）。

などから監獄固めの状態からさらに相手への攻撃を追加する事は可能である。
その点で佐々木健介のフルネルソン監獄固めは監獄固めの派生技ではないが監獄固めをベースとした複合技の一つとして特筆される。
また、石川修司は監獄固めで捕獲した体制の相手の両腕を閂の形で固めて身動きを完全に取れなくして、そこから頭突きを連打する地獄固めを得意とする。
秋山準は対小橋建太戦の秘策として、監獄固めとフロント・ネックロックの複合技タラバガニロックを開発した。ネーミングは小橋が市場で見かけた大きなタラバガニをダンベル代わりに上げ下げする謎の特訓「タラバガニ特訓」を茶化したもの。